# Boputatsuana

Bandeira de Bophuthatswana.

Bophuthatswana.

Boputatsuana (Bophuthatswana) foi um bantustão criado pelo governo sul-africano antes das eleições democráticas de 1994 (durante o regime do apartheid) para ali agrupar os sul-africanos falantes de seTswana.
Este bantustão tinha uma área de cerca de 40 000 km² distribuídas por 7 enclaves separados, nas antigas províncias do Transvaal, Cabo e Estado Livre de Orange. Em 1971, o governo sul-africano concedeu "autodeterminação" a este território e a 5 de Dezembro de 1977, a "independência", ficando os seus habitantes privados da nacionalidade sul-africana.
Em 1979, a cadeia de hotéis e casinos Sun International inaugurou neste bantustão, num local a cerca de 100 milhas de Joanesburgo, um complexo de hotéis, casinos e outras diversões, chamado Sun City que se tornou famoso durante uma época que o jogo era proibido na África do Sul.
| Bantustões da era do apartheid na África do Sul                                                                     |
| Bophuthatswana \| Ciskei \| Gazankulu \| KaNgwane \| KwaNdebele \| KwaZulu \| Lebowa \| QwaQwa \| Transkei \| Venda |